# Parco Major's Hill
Il Parco Major's Hill (in inglese Major's Hill Park e in francese Parc Major's Hill) è un parco cittadino situato nel centro di Ottawa, in Ontario. Il parco si trova vicino al Canale Rideau nel punto in cui entra nel fiume Ottawa. 
A nord del parco si trova la National Gallery of Canada ad est si trovano l'ambasciata degli Stati Uniti e il ByWard Market. A sud si trova l'hotel Château Laurier, costruito su un terreno che un tempo faceva parte del parco mentre gli edifici della collina del Parlamento possono essere visti dall'altra parte del canale a ovest.

## Storia
Il quartiere che circonda il parco era un tempo dimora di coloro che costruirono il canale. In particolare, l'area attuale del parco è stata la residenza ufficiale del Sovrintendente Ingegnere del Canale Rideau, il tenente colonnello John By fino al suo ritorno in Inghilterra nel 1832. La collina era conosciuta all'epoca come "Collina del capò". By fu sostituito nel 1832 dal capitano Daniel Bolton che si stabilì a casa di By. Nel 1838 Bolton fu promosso maggiore. Quando lasciò Bytown nel 1843, la collina era diventata nota come Major's Hill. Targhe commemorative e una statua del tenente colonnello By, il maggiore Bolton e i loro successori furono eretti a Major's Hill Park.
La residenza fu distrutta da un incendio il 5 ottobre 1848 e le rovine sono attualmente ancora visibili. L'uso dell'area come residenza significa che il parco è rimasto uno spazio verde sin dai primi giorni di Ottawa. Il parco attualmente è gestito dalla National Capital Commission, che ha collocato informazioni storiche nell'angolo nord-ovest del parco.

## Attività nel parco
Grazie alla sua posizione centrale, il Major's Hill Park è frequentato tutto l'anno. Viene spesso utilizzato come sede per eventi ed è il centro delle celebrazioni civiche del Canada Day di Ottawa. Recentemente al calendario è si è aggiunta la manifestazione annuale "B In The Park", che precede i Glengarry Highland Games. Si esibiscono suonatori di cornamusa e ballerini provenienti da tutto il mondo. È presentato dalla Sons of Scotland Pipe Band di Ottawa, che afferma di essere la più antica banda di cornamusa civili del Canada.